# Lyanco
Lyanco Evangelista Silveira Neves Vojnovic, född 1 februari 1997, är en brasiliansk fotbollsspelare (försvarare) som spelar för Atlético Mineiro.

## Klubbkarriär
Den 25 augusti 2021 värvades Lyanco av Southampton, där han skrev på ett fyraårskontrakt. Han debuterade i Premier League den 30 oktober 2021 i en 1–0-vinst över Watford, där han blev inbytt i den 90:e minuten mot Oriol Romeu.

## Privatliv
Lyanco är av portugisisk och serbisk härkomst.